# Neope swinhonis
Neope swinhonis är en fjärilsart som beskrevs av Clayton Dissinger Mell 1939. Neope swinhonis ingår i släktet Neope och familjen praktfjärilar. Inga underarter finns listade i Catalogue of Life.